# Маунтвілл (Пенсільванія)
Маунтвілл (англ. Mountville) — місто (англ. borough) в США, в окрузі Ланкастер штату Пенсільванія. Населення — 3017 осіб (2020).

## Географія
Маунтвілл розташований за координатами 40°2′27″ пн. ш. 76°26′4″ зх. д. / 40.04083° пн. ш. 76.43444° зх. д. (40.040711, -76.434318).  За даними Бюро перепису населення США в 2010 році місто мало площу 2,23 км², з яких 2,23 км² — суходіл та 0,00 км² — водойми.

## Демографія
Згідно з переписом 2010 року, у селищі мешкали 2802 особи в 1237 домогосподарствах у складі 730 родин. Густота населення становила 1255 осіб/км².  Було 1283 помешкання (575/км²).
Расовий склад населення:
| - 90,0 % — білих - 3,9 % — чорних або афроамериканців - 2,3 % — азіатів - 0,1 % — корінних американців - 1,4 % — осіб інших рас |

До двох чи більше рас належало 2,2 %. Частка іспаномовних становила 5,2 % від усіх жителів.
За віковим діапазоном населення розподілялося таким чином: 17,3 % — особи молодші 18 років, 63,2 % — особи у віці 18—64 років, 19,5 % — особи у віці 65 років та старші. Медіана віку мешканця становила 45,1 року. На 100 осіб жіночої статі у селищі припадало 90,9 чоловіків;  на 100 жінок у віці від 18 років та старших — 85,7 чоловіків також старших 18 років.
Середній дохід на одне домашнє господарство  становив 62 454 долари США (медіана — 53 036), а середній дохід на одну сім'ю — 74 112 долари (медіана — 62 639). Медіана доходів становила 46 236 доларів для чоловіків та 45 380 доларів для жінок. За межею бідності перебувало 6,5 % осіб, у тому числі 3,8 % дітей у віці до 18 років та 8,8 % осіб у віці 65 років та старших.
Цивільне працевлаштоване населення становило 1456 осіб. Основні галузі зайнятості: виробництво — 22,7 %, роздрібна торгівля — 15,3 %, освіта, охорона здоров'я та соціальна допомога — 13,5 %.